# Clay County, Illinois
Clay County är ett administrativt område i delstaten Illinois, USA. År 2010 hade countyt 13 815 invånare. Den administrativa huvudorten (county seat) är Louisville.

## Geografi
Enligt United States Census Bureau så har countyt en total area på 1 217 km². 1 215 km² av den arean är land och 2 km² är vatten.

### Angränsande countyn
- Jasper County - nordost
- Richland County - öst
- Wayne County - syd
- Marion County - väst
- Fayette County - nordväst
- Effingham County - nord